# 国際標準化機構が定める国際標準一覧 (ISO 4000 から ISO 4999 まで)
ISO 3000 から ISO 3999 まで - 国際標準化機構が定める国際標準一覧 - ISO 5000 から ISO 5999 まで
- ISO 4001 造船 - 内陸航行 - ゴムボート型救命器具
- ISO 4002 種まき及び植付け用機器 - ディスク
- ISO 4003 多孔質燒結金属材料 - 気泡テストによる気孔寸法の測定方法
- ISO 4007 遮光メガネ - 用語
- ISO 4010 ディーゼルエンジン - ディレイピントル型校正ノズル
- ISO 4020 路上走行車 - ディーゼルエンジン用燃料フィルタ
- ISO 4021 油圧動力 - 粒子状汚染物分析 - オペレーティングシステムのラインからの液体サンプルの抽出
- ISO 4022 多孔質燒結金属材料 - 流体による通気度測定方法
- ISO 4023 蒸気用ゴムホース及びホースアセンブリ - 試験方法
- ISO 4024 路上走行車 - 点火コイル - 低張力ケーブル接続
- ISO 4026 平先六角穴付き止めねじ
- ISO 4027 とがり先六角穴付き止めねじ
- ISO 4028 棒先六角穴付き止めねじ
- ISO 4029 くぼみ先六角穴付き止めねじ
- ISO 4030 路上走行車 - 車両識別番号(VIN) - 位置及び附属物
- ISO 4032 六角ナット、スタイル1 - 部品等級A及びB
- ISO 4033 六角ナット、スタイル2 - 部品等級A及びB
- ISO 4034 六角ナット - 部品等級C
- ISO 4035 六角薄ナット - 部品等級A及びB(面取り付き)
- ISO 4036 六角薄ナット - 部品等級B(面取りなし)
- ISO 4037 線量計・線量率計校正用, 及び光子エネルギー特性決定用参照X線・γ線
- ISO 4038 路上走行車 - 油圧ブレーキ装置 - シンプルフレア管、ねじ穴、オス管継手及びホース先管継手
- ISO 4039 路上走行車 - 空気ブレーキ装置
- ISO 4043 同時通訳用移動ブース - 一般的特徴及び機器
- ISO 4044 レザー - 化学試験 - 化学試験サンプルの作成
- ISO 4047 レザー - 硫酸化灰分総量及び水に溶けない硫酸化灰分の定量
- ISO 4050 造船 - 内航船 - ライン及びホールのストックレスアンカー
- ISO 4051 造船 - 内航船 - 操舵装置 - トルク値
- ISO 4052 コーヒー豆 - カフェイン成分の定量(参照方法)
- ISO 4058 マグネシウム及びその合金 - ニッケルの定量方法 - ジメチルグリオキシム吸光光度法
- ISO 4063 溶接及び関連工程 - 工程の名称及び参照番号
- ISO 4064 満水の暗きょにおける水流量の測定 - 冷飲料水及び温水用のメータ
- ISO 4065 熱可塑性管 - ユニバーサル壁厚表
- ISO 4067 製図 - 据付図
- ISO 4072 袋詰め未焙煎コーヒー豆 - サンプリング
- ISO 4073 歯科用機器 - 口腔ヘルスケア供給業者の職域における歯科用機器の配置に関する情報システム
- ISO 4074 天然ラテックスゴム製コンドーム - 要求事項及び試験方法
- ISO 4079 ゴムホース及びホースアセンブリ - 油性及び水性流体のための繊維強化油圧タイプ - 仕様
- ISO 4080 ゴムホース、プラスチックホース及びホースアセンブリ ― ガス透過量の求め方[1]
- ISO 4084 航空機 - 修理可能接触器(密封シールを施されていない) - 性能要求事項
- ISO 4095 宇宙航行体用締結部品 - 十二角レンチの形態
- ISO 4100 路上走行車 - 世界部品製造業者識別(WPMI)コード
- ISO 4101 エレベータのロープ用引抜き鋼ワイヤ
- ISO 4102 作物保護機器 - 噴霧器 - 接合部のねじ
- ISO 4105 繊維機械及び附属品 - フレキシブル針布用ワイヤ
- ISO 4106 オートバイ - エンジン試験基準 - 正味出力
- ISO 4107 商用車 - ハブ附属品の寸法
- ISO 4112 セレアル及びパルス - 大量貯蔵穀物の温度測定の手引
- ISO 4113 路上走行車 - ディーゼル噴射装置の校正液
- ISO 4115 航空貨物用機器 - エア/地上パレットネット
- ISO 4116 航空貨物用機器 - 航空機用ユニットロード装置と互換性のある地上用機器要求事項
- ISO 4117 航空貨物及び地上貨物用パレット - 仕様及び試験
- ISO 4118 航空貨物 - 大容量航空機の下層荷台用の非認定コンテナ
- ISO 4119 パルプ - 紙料濃度試験方法(迅速法)
- ISO 4120 官能試験 - 方法論 - 三点試験法
- ISO 4121 官能試験 - 定量的反応スケールの使用の指針
- ISO 4123 ベルトコンベヤ - 遊動輪を運び遊動輪を戻すためのディスク用衝撃リング
- ISO 4124 液体炭化水素 - 動的測定 - 容積測定装置の統計的管理
- ISO 4125 乾果実及び乾燥果実 - 定義及び名称
- ISO 4126 過剰圧力保護のための安全装置
- ISO 4127 造船 - 内陸航行 - フェアリーダ
- ISO 4128 航空機 - エアモードモジュラーコンテナ
- ISO 4129 モベッド - 制御装置、インジケータ及び自動表示装置の記号
- ISO 4131 路上走行車 - 乗用車の寸法基準
- ISO 4138 乗用車 - 定常状態旋回走行挙動 - オープンループ試験手順
- ISO 4140 フェロクロム及びフェロシリコクロム - 黒村井分の定量方法 - 電位差測定法
- ISO 4148 路上走行車 - 特殊警報ランプ - 寸法
- ISO 4149 未焙煎コーヒー豆 - 香り及び外観の検査並びに異物及び欠陥の特定
- ISO 4150 未焙煎コーヒー豆 - 粒度分析 - 手によるふるい分け
- ISO 4157 構造図 - 表示方式
- ISO 4159 マンガン鉄及びフェロシリコマンガン - マンガン成分の定量方法 - 電位差測定法
- ISO 4167 農業用ポリオレフィン製撚糸
- ISO 4170 航空貨物機器 - 積換え輸送用パレットのネット
- ISO 4171 航空貨物機器 - 積換え輸送用パレット
- ISO 4172 製図 - 構造図 - プレハブ構造組立図
- ISO 4173 モリブデン鉄 - モリブデン成分の定量方法 - 重量法
- ISO 4174 セレアル、脂肪種子及びパルス - 散荷積穀類を通過する一次元空気流による単位圧力損失の測定
- ISO 4175 造船 - 海上輸送用はしけ、シリーズ1 - 主要寸法
- ISO 4178 包装貨物 - 流通試験 - 記録事項
- ISO 4179 圧力管路及び非圧力管路用可鍛鋳鉄管及び管継手 - セメントモルタルライニング
- ISO 4180 包装 - 包装貨物 - 総合性能試験の一般通則
- ISO 4190 リフト(米：エレベータ)設備
- ISO/TR 4191 給水用無可塑ポリ塩化ビニル(PVC-U)管 - 敷設のための推奨手順
- ISO 4194 マグネシウム合金中の亜鉛の定量方法 - 原子吸光光度法
- ISO 4197 耕作機器 - 鍬の刃 - 固定寸法
- ISO 4202 モールステーパーシャンク用7/24テーパーリダクションスリーブ
- ISO 4204 テーパシャンク90度沈めフライス
- ISO 4207 モールステーパシャンク沈めフライス
- ISO 4208 沈めフライス用パイロット
- ISO 4210 サイクリング - 自転車の安全要求事項
- ISO 4211 家具 - 冷液に対する表面の耐性の評価
- ISO 4217 通貨及び基金の表記コード
- ISO 4220 大気 - 環境大気の酸性汚染指数 - 指示薬又は電位差法による滴定法
- ISO 4223 タイヤ産業で使用する用語の定義
- ISO 4224 大気 - 非分散赤外線式一酸化炭素測定
- ISO 4226 大気の質 - 総論 - 測定用単位
- ISO 4228 スパナ及びレンチ - パワーソケットレンチのスプライン駆動エンド
- ISO 4229 ねじ及びナットの取付工具 - 低トルク用途のエンジニア用片口スパナ - ヘッドの最大外側寸法及び試験トルク
- ISO 4230 管用テーパねじ用ねじ切丸ダイス - Rシリーズ
- ISO 4231 管用平行ねじ用ねじ切丸ダイス - Gシリーズ
- ISO 4241 映画 - 劇場映写リーダ、トレーラ及びキューマーク - 仕様
- ISO 4242 映画撮影 - 16mm磁気フィルムにおける二つのサウンド記録間のレコーディングヘッドギャップ - 位置及び幅の寸法
- ISO 4243 映画撮影 - 16mm磁気フィルムの画像面積及び光学録音レコード - 位置及び寸法
- ISO 4246 映画撮影 - 用語
- ISO 4248 ジグブシュ - 定義及び名称
- ISO 4249 オートバイのタイヤ及びリム(コード表示)シリーズ
- ISO 4251 農業用トラクタ及び機械のタイヤ(プライレーティング表示シリーズ)及びリム
- ISO 4253 農業用トラクタ - 運転者の座席空間 - 寸法
- ISO 4254 農業機械 - 安全性
- ISO 4263 石油及び関連製品 - 酸化防止剤添加鉱油及び流体の老化現象の測定 - TOST試験
- ISO 4280 工業用天然/人造氷晶石及びふっ化アルミニウム - 硫酸塩成分の定量方法 - 硫酸バリウムによる重量法
- ISO 4281 工業用ヘキサフルオロケイ酸ナトリウム - 遊離酸及びヘキサフルオロケイ酸総量の測定方法 - 滴定法
- ISO 4285 工業用リン酸 - サンプリング法の手引
- ISO 4299 マンガン鉱 - 含有水分の定量
- ISO 4301 クレーン及び関連機器 - 分類
- ISO 4302 クレーン - 風力荷重の評価
- ISO 4304 クレーン車とクレーン船以外のクレーン - 安定性に関する一般要求事項
- ISO 4308 クレーン及び巻上げ機 - ワイヤロープの選択
- ISO 4309 クレーン - ワイヤロープ - 手入れ及び保守、点検及び廃却
- ISO 4310 クレーン - 試験基準及び試験手順
- ISO 4311 陰イオン及び非陰イオン界面活性剤 - 臨界ミセル濃度の測定方法 - プレート、スターラップ又はリングを用いた表面張力の測定による方法
- ISO 4312 界面活性剤 - 洗浄作用の評価 - 分析方法及び汚れていないコントロール綿布の試験
- ISO 4313 粉末洗剤 - 酸化リン(V)総量の測定 - リンモリブデン酸キノリンによる重量法
- ISO 4314 界面活性剤 - 遊離アルカリ又は遊離酸の定量方法 - 滴定法
- ISO 4315 界面活性剤 - アルカリ度の測定 - 滴定法
- ISO 4316 界面活性剤 - 水溶液のpHの測定方法 - 電位差測定法
- ISO 4317 界面活性剤及び洗剤 - 水分の測定方法 - カール・フィッシャー法
- ISO 4318 界面活性剤呼び石鹸 - 水分の測定方法 - 共沸蒸留法
- ISO 4319 界面活性剤 - 繊維の洗濯用洗剤 - 性能の比較試験の手引
- ISO 4320 非イオン界面活性剤 - 曇り点の測定方法 - 容積法
- ISO 4321 粉末洗剤 - 活性酸素成分の定量方法 - 滴定法
- ISO 4322 非イオン界面活性剤 - 硫酸塩灰分の定量方法 - 重量法
- ISO 4323 石鹸 - 塩化物成分の定量方法 - 電位差測定法
- ISO 4324 界面活性剤 - 粉末及び顆粒 - 安息角の測定
- ISO 4337 情報処理 - 交換可能磁気12ディスクパック(100メガバイト)
- ISO 4342 機械及び装置の制御 - 数値制御 - パートプログラム用言語
- ISO 4344 リフト用鋼ワイヤロープ - 最低限の要求事項
- ISO 4346 汎用鋼ワイヤロープ - 潤滑剤 - 基本要求事項
- ISO 4347 リーフチェーン、クレビス及びシーブ - 寸法、測定力及び引張強さ
- ISO 4348 コンベヤ用フラットトップチェーン及び関連チェーンホイル
- ISO 4355 構造物設計の基礎 - 屋根の雪荷重の測定
- ISO 4356 構造物設計の基礎 - 運用の限界状態における建築物の変形
- ISO 4363 開水路における液体流量の測定 - 懸濁沈殿物の特性の測定方法
- ISO 4364 開水路における液体流量の測定 - 流動媒体のサンプリング
- ISO 4387 シガレット - ルーチン分析用喫煙機を用いた粗タール及びニコチンと水を含まないタールの測定
- ISO 4388 シガレット - フィルタの煙凝縮物捕集指標の測定 - ダイレクト分光光度法
- ISO 4389 タバコ及びタバコ製品 - 残留有機農薬の測定方法 - ガスクロマトグラフィー法
- ISO 4391 油圧動力 - ポンプ、モータ及び一体形トランスミッション - パラメータの定義及び文字記号
- ISO 4399 流体動力装置及びコンポーネント - コネクタ及び関連コンポーネント - 呼び圧力
- ISO 4406 油圧動力 - 流体 - 固体粒子による汚染レベルコーディング法
- ISO 4407 油圧動力 - 流体汚染 - 光学顕微鏡を用いたカウント法による粒子状汚染物の測定
- ISO 4411 油圧動力 - バルブ - 圧力差/流量特定の測定
- ISO 4412 油圧動力 - 空気伝送騒音レベル測定用試験基準
- ISO 4415 衣服のサイズ表示法 - 紳士及び男児の下着、夜着及びシャツ
- ISO 4416 衣服のサイズ表示法 - 婦人及び女児の下着、夜着、ファンデーションガーメント及びブラウス
- ISO 4417 衣服のサイズ表示法 - 帽子
- ISO 4418 衣服のサイズ表示法 - 手袋
- ISO 4433 熱可塑性管 - 化学薬品液に対する耐性 - 分類
- ISO 4435 非加圧地下排水及び下水用のプラスチック配管システム - 無可塑ポリ(塩化ビニル) (PVC-U)
- ISO 4437 ガス燃料供給用の埋設ポリエチレン(PE)管 - メートルシリーズ - 仕様
- ISO 4439 硬質ポリ塩化ビニール(PVC-U)管及び管継手 - 密度の測定及び仕様
- ISO 4463 建築物の測定方法 - 設定及び測定
- ISO 4469 木材 - 半径方向及び接線方向の収縮
- ISO 4471 木材 - 均質な位置で木材の物理特性及び機械特性を測定するためのサンプル樹木及び丸太のサンプリング
- ISO 4474 針葉樹及び広葉樹の板材 - 目に見える欠陥 - 用語及び定義
- ISO 4475 針葉樹及び広葉樹の板材 - 目に見える欠陥 - 測定
- ISO 4481 食卓用刃物及び食器 - 名称
- ISO 4489 超硬合金 - サンプリング法と試験方法
- ISO 4491 金属粉 - 還元法による酸素含有量の測定方法
- ISO 4492 金属粉(超硬合金を除く) - 圧縮成形及び焼結後の寸法変化測定方法
- ISO 4496 金属粉 - 鉄粉、銅粉、すず粉及び青銅粉中の酸不溶解分測定方法
- ISO 4501 超硬合金 - チタン含有量の測定方法 - 過酸化法
- ISO 4506 超硬合金 - 圧縮試験方法
- ISO 4507 浸炭又は浸炭窒化処理した鉄系焼結材料 - マイクロビッカース硬さ試験方法による有効硬化層深さの測定及び検査
- ISO 4510 土工機械 - サービス工具
- ISO 4512 石油及び鉱油製品 - 貯蔵タンクの液位測定器 - 手動式方法
- ISO 4521 金属及びその他の無機質皮膜 - 工業用銀及び銀合金めっき皮膜 - 仕様及び試験方法
- ISO 4525 金属被覆 - プラスチック材料へのニッケル-クロムめっき
- ISO 4526 金属被覆 - 工業用電気ニッケルめっき
- ISO 4531 ほうろう - 食品と接触するほうろう器物からの鉛とカドミウムの溶出
- ISO 4545 金属材料 - ヌープ硬さ試験
- ISO 4548 内燃機関用フルフロー潤滑油フィルタの試験方法
- ISO 4551 合金鉄 - サンプリング及びふるい分析
- ISO 4552 合金鉄 - サンプリング及び化学分析のためのサンプルの作成
- ISO/TR 4558 小型船舶 - ステンレス鋼ワイヤロープのリギングスクリュー - フォーク、連絡ピン及びアイホールの主要な寸法
- ISO 4577 プラスチック - ポリプロピレン及びプロピレンのコポリマー - 空気中における酸化熱安定性の測定 - オーブン法
- ISO 4578 接着剤 - 強力接着剤接合のはく離強さの測定 - 浮動ローラー法
- ISO 4586 高圧化粧板 - 熱硬化性樹脂製シート
- ISO 4587 接着剤 - 剛性材料の組合せ接合の引張せん断強さの測定
- ISO 4589 プラスチック - 酸素指数による燃焼挙動の測定
- ISO 4602 強化材 - 織物 - 縦糸及び横糸の単位長当たりの糸数の測定
- ISO 4608 プラスチック - 汎用塩化ビニールのホモポリマー及びコポリマー樹脂 - 室温での可塑剤吸収率の測定
- ISO 4611 プラスチック - 湿熱、散水及び塩霧に暴露したときの作用の求め方
- ISO 4614 プラスチック - メラミンホルムアルデヒド成形材 - 抽出ホルムアルデヒドの測定
- ISO 4619 塗料及びワニス用ドライヤ
- ISO 4625 塗料ビヒクル - 軟化点の測定
- ISO 4628 塗料及びワニス - 塗膜劣化の評価 - 欠陥の量とサイズ及び外観上の均一変化の激しさ
- ISO 4630 透明液体 - ガードナー色数による色の評価
- ISO 4635 加硫ゴム - 高速道路のコンクリート舗装区間に使用するプリフォームドジョイントシール - 仕様
- ISO 4646 ゴム又はプラスチック引布 - 低温衝撃試験
- ISO 4651 ゴム及びプラスチック気泡性材料 - 動的クッション性の求め方
- ISO 4660 天然ゴム - カラーインデックス試験
- ISO 4674 ゴム又はプラスチック引布 - 引裂強さの求め方
- ISO 4683 羊の生皮
- ISO/TR 4688 鉄鉱石 - アルミニウムの定量方法
- ISO 4689 鉄鉱石 - 硫黄分の定量
- ISO 4698 高炉の供給原料用鉄鉱石ペレット - 自由膨張度番号の測定
- ISO 4700 高炉及び直接還元原料供給のための鉄鉱石パレット - 破砕強度の測定
- ISO 4701 鉄鉱石及び直接還元鉄 - ふるい分けによる粒度分布の測定
- ISO 4703 二つのコラムを持つ平面研削盤の試験条件 - 案内面を研削するための機械 - 精度試験
- ISO 4709 接合コルク - ガスケット材 - 分類法、要求事項、サンプリング、包装及びマーク表示法
- ISO 4710 コルク - 発泡ワイン及びガス入りワイン用円筒コルク - 特徴
- ISO 4711 集積コルク盤 - 仕様
- ISO 4718 レモングラス油 [Cymbopogon flexuosus (Nees ex Steudel) J.F. Watson]
- ISO 4724 バージニア産シーダー油(Juniperus virginiana Linnaeus)
- ISO 4725 テキサス産シーダー油(Juniperus mexicana Schiede)
- ISO 4730 テルピネン4オール型メラレウカ油(茶の木油)
- ISO 4731 ゼラニウム油 (Pelargonium X ssp.)
- ISO 4733 カルダモン油 [Elettaria cardamomum (L.) Maton]
- ISO 4735 柑橘類油 - 紫外線分光測光法によるCD値の測定
- ISO 4746 無酸素銅 - スケールはく離試験
- ISO 4755 締結用部品 - ISOメートル系おねじの逃げ溝
- ISO 4762 六角穴付きボルト
- ISO 4783 工業用金網及び織りワイヤクロス - 開口部の寸法とワイヤ直径の組合せの選択に関する手引
- ISO 4786 二重管調製範囲温度計
- ISO 4797 実験用ガラス器具 - 煮沸三角フラスコ
- ISO 4800 実験用ガラス器具 - 分液漏斗及び滴下漏斗
- ISO 4801 ガラス製アルコール比重計及び温度計を内蔵していないアルコール度浮きばかり
- ISO 4805 実験用ガラス器具 - 温度アルコール比重計及びアルコール動機ばかり温度計
- ISO 4831 食品及び動物飼料の微生物 - 大腸菌の検出及び計数の水平法 - 最確数法
- ISO 4851 遮光眼鏡 - 紫外線フィルタ - 稼働率及び透過率要求事項
- ISO 4852 遮光眼鏡 - 赤外線フィルタ - 稼働率及び透過率要求事項
- ISO 4854 遮光眼鏡 - 光学試験方法
- ISO 4855 遮光眼鏡 - 非光学試験方法
- ISO 4856 遮光眼鏡 - 接眼レンズ及び遮光眼鏡の要求事項一覧表
- ISO 4858 木材 - 容積収縮度の測定
- ISO 4859 木材 - 半径方向及び接線方向膨潤率の測定
- ISO 4860 木材 - 容積膨潤率の測定
- ISO/IEC 4873 情報技術 - 情報交換のためのISO 8ビットコード - 構造及び実施規則
- ISO 4874 タバコ - 原料バッチのサンプリング - 原則
- ISO 4876 タバコ及びタバコ製品 - マレイン酸ヒドラジド残留物の定量方法
- ISO 4880 繊維及び繊維製品の燃焼挙動 - 用語
- ISO 4882 事務機器及びデータ処理装置 - 行ピッチ及び文字ピッチ
- ISO 4885 鉄製品 - 熱処理 - 用語
- ISO 4892 プラスチック - 試験所光源への暴露方法
- ISO 4894 プラスチック - スチレン/アクリロニトリル(SAN)成形及び押出成形材
- ISO 4895 プラスチック - 液体エポキシ樹脂 - 結晶化傾向の測定
- ISO 4897 気泡性プラスチック - 周囲温度以下の温度における固形材料の線形熱膨張計数の測定
- ISO 4898 剛性発泡プラスチック - 建物の断熱製品 - 仕様
- ISO 4899 織物用ガラス強化熱硬化性プラスチック - 特性及び試験方法
- ISO 4900 織物用ガラス - マット及び繊維 - 接触成形性
- ISO 4902 情報技術 - データ通信 - 37極DTE/DCEインタフェースコネクタ及び連絡先番号の割当
- ISO 4903 情報技術 - データ通信 - 15極DTE/DCEインタフェースコネクタ及び連絡先番号の割当て
- ISO/IEC 4909 識別カード - 金融取引カード - トラック3の磁気ストライブデータの内容
- ISO 4915 繊維 - ステッチの種類 - 分類及び用語
- ISO 4920 繊維 - 織物表面の濡れ(霧吹き試験)に対する耐性の測定
- ISO 4921 編み物 - 基本概念 - 用語
- ISO 4925 路上走行車 - 油圧系統のための非石油系ブレーキ液
- ISO 4926 路上走行車 - 油圧ブレーキ装置 - 非石油系基準液
- ISO 4927 路上走行車 - 非石油系油圧ブレーキ液(使用最高温度120℃)を使用する油圧ブレーキ系統のシリンダ用弾性カップ及びシール
- ISO 4928 路上走行車 - 非石油系油圧ブレーキ液(使用最高温度120℃)を使用する油圧ブレーキ系統のシリンダ用弾性カップ及びシール
- ISO 4929 路上走行車 - 非石油系油圧ブレーキ液を使用する油圧ブレーキマスターシリンダタンクのダイアフラムガスケット
- ISO 4930 路上走行車 - 非石油系油圧ブレーキ液(使用最高温度150℃)を使用する油圧ディスクブレーキシリンダ用弾性シール
- ISO 4935 鋼及び鉄 - 硫黄分の定量方法 - 誘導炉で燃焼後の赤外線吸収法
- ISO 4945 鋼 - 窒素成分の定量方法 - 光度測定法
- ISO 4950 高耐力平鋼製品
- ISO 4954 冷間圧造及び冷間押出鋼材
- ISO 4967 鋼 - 非金属異物の定量方法 - 標準図を用いたマイクログラフィック法
- ISO 4968 鋼 - サルファプリントによるマイクログラフィック試験(バウマン法)
- ISO 4998 構造用品質の連続溶融亜鉛めっき炭素鋼鈑
- ISO 4999 工業用延伸及び構造用品質の連続溶融ターン(鉛合金)めっき冷間還元炭素鋼鈑